# Павлов, Федот Павлович
Федо́т Па́влович Па́влов (7 (19) июня 1890, Шойдум, Ирмучашская волость, Уржумский уезд, Вятская губерния, Российская империя ― 26 октября 1959, Йошкар-Ола, Марийская АССР, РСФСР, СССР) ― марийский советский организатор здравоохранения, врач-офтальмолог. Основатель офтальмологической службы в Республике Марий Эл. Главный врач трахоматозного диспансера в Йошкар-Оле / Республиканской глазной больницы Марийской АССР (1934―1958, с перерывом). Заслуженный врач РСФСР (1949). Участник Первой мировой и Гражданской войн. Член ВКП(б).

## Биография
Родился 7 (19) июня в дер. Шойдум ныне Куженерского района Марий Эл в крестьянской семье.
В 1913 году во Владивостоке окончил курсы ротных фельдшеров. Участник Первой мировой, с августа 1919 года ― Гражданской войн.
В 1934 году окончил Казанский медицинский институт. Работал врачом в Вятке, п. Сернур Марийской АССР, открыл трахоматозные пункты в деревнях Сернурского, Новоторъяльского, Мари-Турекского, Параньгинского, Куженерского районов МАССР. В 1934 году стал Республиканской глазной больницы Марийской АССР, где проработал до начала Великой Отечественной войны.
В годы Великой Отечественной войны непосредственно в боевых действиях участия не принимал, был начальником 3 отделения эвакогоспиталя № 3704 в с. Кожласола Звениговского района Марийской АССР, капитан медицинской службы. Завершил военную службу в мае 1950 года.
После войны до 1958 года был главным врачом трахоматозного диспансера в Йошкар-Оле. С тех пор считается основателем офтальмологической службы в Республике Марий Эл.
За многолетнюю безупречную работу в 1944 году удостоен почётного звания «Заслуженный врач Марийской АССР», в 1949 году ― почётного звания «Заслуженный врач РСФСР». Награждён орденом Трудового Красного Знамени, медалями и дважды ― почётными грамотами Президиума Верховного Совета Марийской АССР.
Скончался 26 октября 1959 года в Йошкар-Оле, похоронен там же.

## Награды и звания
- Орден Трудового Красного Знамени (1951)[2][3][4][5]
- Медаль «За трудовое отличие»[2][3][4][5]
- Медаль «За победу над Германией в Великой Отечественной войне 1941—1945 гг.»
- Почётная грамота Президиума Верховного Совета Марийской АССР (1946, 1957)[2][3]
- Заслуженный врач РСФСР (1949)[2][3][4][5]
- Заслуженный врач Марийской АССР (1944)[2][3][4][5]

## Память

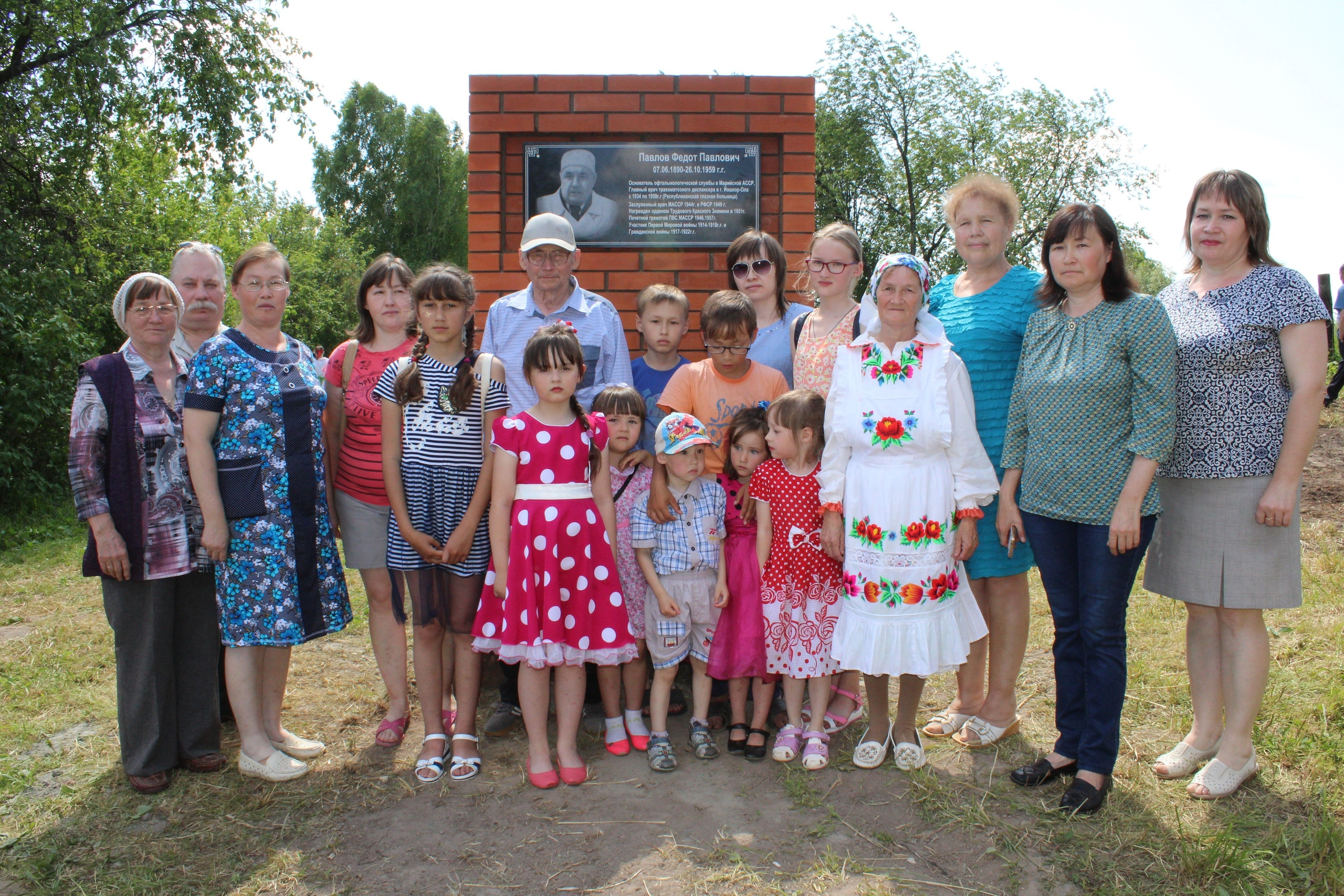
Родственника врача Ф. П. Павлова и сельчане у памятной стелы в д. Шойдум Куженерского района Марий Эл

В конце июня 2018 года на малой Родине врача, в дер. Шойдум Куженерского района Марий Эл была открыта памятная стела.